# SC Energija
SC Energija – litewski klub hokeja na lodzie z siedzibą w Elektrenach.

## Historia
Zespół występuje zarówno w rodzimych lidze litewskiej jak i w łotewskich rozgrywkach Samsung Premjerliga. W sezonie 2000/2001 drużyna występowała też w rozgrywkach Baltic League.
11 lutego 2010 poinformowano, iż Energija została drużyną farmerską klubu Vėtra Wilno, który starał się o angaż do rosyjskich rozgrywek KHL.
W 2022 drużyna została przyjęta do rozgrywek ekstraligi łotewskiej edycji 2022/2023.

## Sukcesy
- Złoty medal mistrzostw Litwy: 1992, 1993, 1994, 1995, 1996, 1997, 1998, 1999, 2001, 2003, 2004, 2005, 2006, 2007, 2008, 2009, 2011, 2012, 2013, 2016, 2017, 2018, 2019

## Zawodnicy i trenerzy
Wychowankami klubu są m.in. wybitni litewscy zawodnicy występujący w renomowanej lidze NHL - Darius Kasparaitis i Dainius Zubrus. Ponadto zawodnikami byli Mindaugas Kieras, Tadas Kumeliauskas, Arnoldas Bosas.  W zespole grał też oraz był trenerem Dmitrij Miedwiediew (zawodnik od 2000, trener od 2003 do 2009). W latach 2011–2012 trenerem był Juryj Czuch. W 2014 trenerem został Dzmitryj Ausiannikau.